# Borsttåg
Borsttåg (Juncus squarrosus) är en art i tågsläktet.
I Småland har borsttåg dialektalt kallats tjurgräs. (Samma benämning har använts även om ryltåg (Juncus articulatus).) 

## Referenser

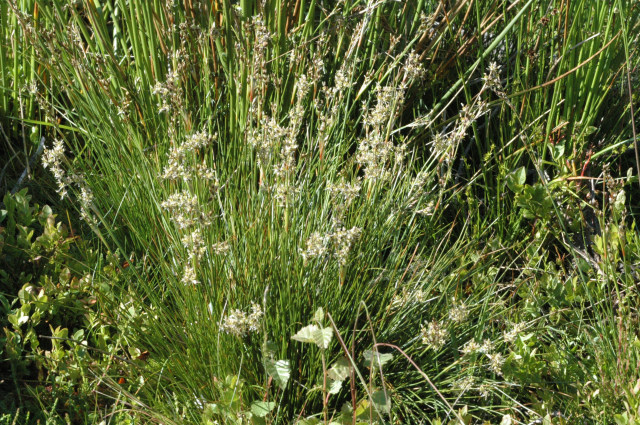